# Soysal-Urteil
Das Soysal-Urteil (Rechtssache C-228/06) ist eine Entscheidung des Europäischen Gerichtshofs (EuGH) vom 19. Februar 2009 in einem Vorabentscheidungsverfahren über die Visumpflicht türkischer Fernfahrer in Deutschland.

## Streitgegenstand
Hintergrund ist eine Klage der im grenzüberschreitenden Güterkraftverkehr tätigen Mehmet Soysal und İbrahim Savatlı gegen die Bundesrepublik Deutschland wegen der gesetzlichen Visumpflicht für türkische Staatsangehörige. Die Kläger hatten in der Vergangenheit mehrfach Visa beantragt, bis das deutsche Generalkonsulat in Istanbul ihre 2001 und 2002 eingereichten Visumanträge ablehnte. Die Kläger erhoben hiergegen eine Feststellungsklage zunächst beim Verwaltungsgericht Berlin. Sie beantragten, dass das Verwaltungsgericht entscheiden möge, dass sie als Fernfahrer, die Dienstleistungen im grenzüberschreitenden Güterverkehr erbringen, berechtigt sind, visumfrei nach Deutschland einzureisen. Am 3. Juli 2002 wurde ihre Klage abgewiesen und sie legten hiergegen Berufung beim Oberverwaltungsgericht Berlin-Brandenburg ein. Dieses legte den Fall dem Europäischen Gerichtshof nach Art. 234 des Vertrages zur Gründung der Europäischen Gemeinschaft (EGV) zur Vorabentscheidung vor.
Die Kläger im Verwaltungsrechtstreit hatten sich auf das Assoziierungsabkommen der Europäischen Wirtschaftsgemeinschaft mit der Türkei, das 1973 in Kraft trat, berufen. Der Artikel 12 dieses Abkommens hält dabei für die Vertragsparteien fest, „untereinander die Freizügigkeit der Arbeitnehmer schrittweise herzustellen“. In Artikel 41 des Zusatzprotokolls heißt es: „Die Vertragsparteien werden untereinander keine neuen Beschränkungen der Niederlassungsfreiheit und des freien Dienstleistungsverkehrs einführen.“ Zum Zeitpunkt des Inkrafttretens hatte keine Visumpflicht bestanden für Staatsbürger der Türkei, die in Deutschland für nicht mehr als zwei Monate tätig waren. Eine solche Visumpflicht wurde erst 1980 eingeführt. Sie wurde europarechtlich für den gesamten Schengenraum zunächst durch die Verordnung (EG) Nr. 539/2001 (EU-Visum-Verordnung), später durch die Verordnung (EU) 2018/1806 (EU-Visum-Verordnung) fortgeführt.

## Entscheidung des Gerichts
Zunächst verwies das Gericht auf seine bisherige Rechtsprechung, nach der Art. 41 Abs. 1 des Zusatzprotokolls hinreichend genug bestimmt sei, um einzelnen Personen individuelle Rechte einzuräumen, auf die sie sich auch berufen können. Allerdings könne Art. 41 aus sich heraus Türken weder ein Recht auf freien Dienstleistungsverkehr, noch ein Recht zur Einreise in das Hoheitsgebiet eines Mitgliedstaats der Union verschaffen. Die Bestimmung verbiete es aber als Stillhalteklausel bei Inkrafttreten des Protokolls für in einem Mitgliedstaat nicht bestehende Erfordernisse einer Arbeitserlaubnis für die Erbringung von Dienstleistungen durch ein in der Türkei ansässiges Unternehmen und seine Beschäftigten, die türkische Staatsangehörige sind, einzuführen. Soweit bewegte sich das Gericht auf Überlegungen, die es bereits in früheren Entscheidungen angestellt hatte (u. a. Entscheidungen Abdülnasir Savaş von 2000, Abatay von 2003, Tüm und Dari von 2007).
Der EuGH stellte aber darüber hinaus fest, dass dieses Ergebnis nicht dadurch in Frage gestellt wird, dass die in Deutschland geltende Regelung lediglich die Umsetzung einer Vorschrift des sekundären Gemeinschaftsrechts, nämlich der Verordnung (EG) Nr. 539/2001 sei. Es bestünde ein Vorrang der von der Gemeinschaft geschlossenen völkerrechtlichen Verträge vor den Rechtsakten des sekundären Gemeinschaftsrechts. Die Verordnung als sekundäres Gemeinschaftsrecht müsse daher im Lichte des völkerrechtlichen Vertrages ausgelegt werden. Das Übereinkommen verbiete es aber ab dem Zeitpunkt des Inkrafttretens dieses Protokolls, ein Visum für die Einreise türkischer Staatsangehöriger in das Hoheitsgebiet eines Mitgliedstaats zu verlangen, die dort Dienstleistungen für ein in der Türkei ansässiges Unternehmen erbringen wollen, wenn ein solches Visum zu jenem Zeitpunkt nicht verlangt wurde.

## Folgen des Urteils
Das EuGH-Urteil hat die Frage eröffnet, ob Türken nunmehr „zur kurzfristigen Inanspruchnahme der Dienstleistungsfreiheit“ („passive Dienstleistungsfreiheit“, bspw. Museumsbesuch oder eine Beratung durch einen Anwalt) ohne Visum nach Deutschland einreisen dürfen.
Das deutsche Innenministerium und die Deutsche Botschaft Ankara haben dies vorläufig verneint. Während das Verwaltungsgericht Berlin (Aktenzeichen VG 19 V 61.08 25. Februar 2009 und Aktenzeichen VG 34 L 114.09 V von April 2009) die Visumspflicht für familiäre und touristische Besuchsreisen noch für rechtens hielt, hält das Oberverwaltungsgericht Berlin-Brandenburg die Frage für ungeklärt und hat sie mit Beschluss vom 13. April 2011 – OVG 12 B 46.09 dem Europäischen Gerichtshof EuGH zur Entscheidung vorgelegt. Das Amtsgericht Hannover hat am 7. Januar 2011 einen türkischen Touristen ohne Visum vom „unerlaubten Aufenthalt im Bundesgebiet“ freigesprochen und dies mit dem Soysal-Urteil begründet.
In der Antwort auf eine Bundestagsanfrage zu den Auswirkungen der Soysal-Entscheidung erklärt die Bundesregierung, dass der „gemeinschaftsrechtliche, vor dem Hintergrund des innergemeinschaftlichen Binnenmarktes geprägte Begriff der passiven Dienstleistungsfreiheit nach Auffassung der Bundesregierung nicht direkt in den assoziationsrechtlichen Kontext übertragen werden“ könne.
Während bei Fallgruppen der „grenzüberschreitenden aktiven Dienstleistungserbringung“ von türkischen Staatsangehörigen die Ausgestaltung der Visumfreiheit noch geprüft werde, „folge aus dem ‚Soysal‘-Urteil kein Recht türkischer Staatsangehöriger auf eine visumfreie Einreise nach Deutschland zum Zweck des Empfangs von Dienstleistungen (sogenannte passive Dienstleistungsfreiheit), beispielsweise als Touristen oder im Rahmen von Verwandtenbesuchen“.
Die deutsche Botschaft in der Türkei hat in einem Merkblatt konkretisiert, in welchen Fällen visumfrei eingereist werden kann, und empfiehlt, sich „spätestens fünf Arbeitstage vor Reiseantritt“ „auf freiwilliger Basis eine gebührenfreie Bescheinigung über die Visumbefreiung ausstellen zu lassen“.
Zu den Urteilsfolgen gehört auch, dass die Bundespolizei zeitweise ihren Beschäftigten den Internetzugriff auf den Online-Ausländerrechtskommentar Westphal/Stoppa sperrte, weil dort eine liberalere Auslegung der Soysal-Entscheidung veröffentlicht wurde.
Außerdem ließ der Rechtsanwalt, der Soysal vertreten hatte, ein Ermittlungsverfahren gegen den Bundesinnenminister wegen Verfolgung Unschuldiger einleiten, welches am 7. April 2009 eingestellt wurde.
Die Auswirkungen der Soysal-Entscheidung betreffen auch andere Mitgliedstaaten, in denen am 1. Januar 1973 oder zum Zeitpunkt ihres Beitritts zur EG für türkische Staatsangehörige keine Visumpflicht galt (Niederlande, Belgien, Frankreich, Italien, Luxemburg, Portugal und Spanien).